# Fürlegerin con i capelli sciolti
Il ritratto della Fürlegerin con i capelli sciolti è un dipinto a olio su tavola (56x43 cm) di Albrecht Dürer, databile al 1497 e conservato nello Städel di Francoforte. L'opera è siglata col monogramma e fa coppia con la Fürlegerin con i capelli raccolti, nella  Gemäldegalerie di Berlino.

## Storia e descrizione

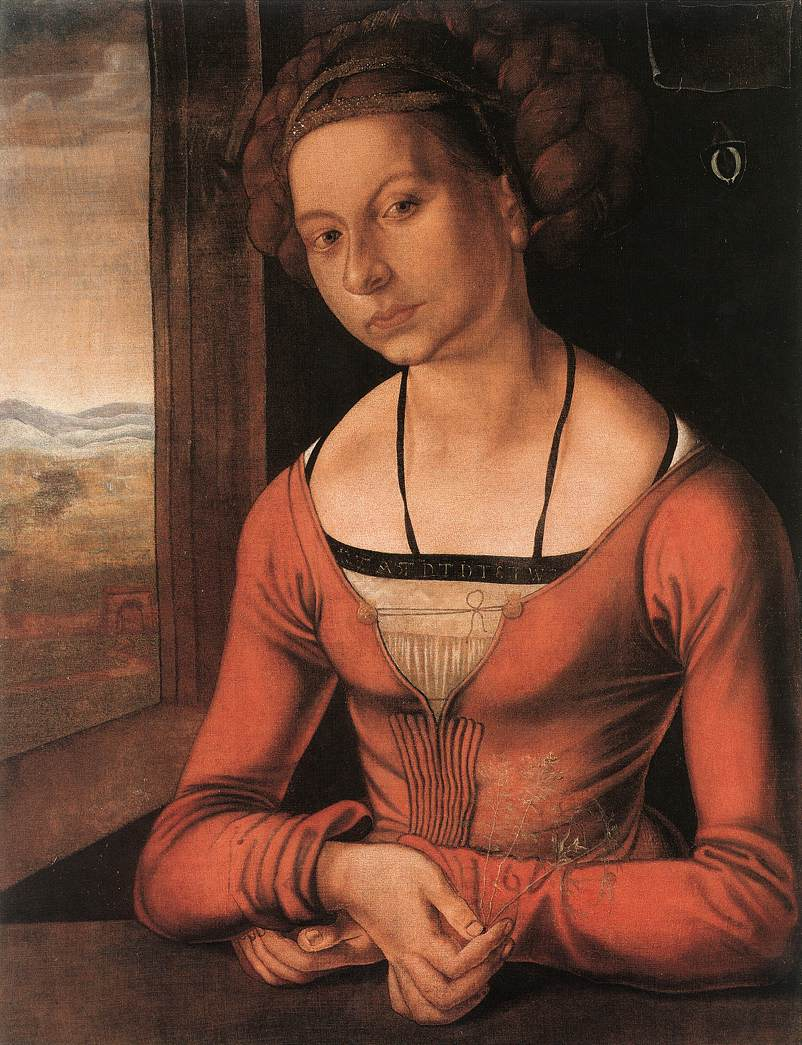
Fürlegerin con i capelli raccolti

Dopo aver ritratto Federico il Saggio nel 1496 Dürer iniziò ad essere un ambito pittore tra l'aristocrazia di Norimberga. Nel 1497 gli vennero commissionati due ritratti delle sorelle Fürleger, analoghi per dimensioni ma probabilmente non composti in dittico, per le differenze nello sfondo. Entrambe sono dipinte come prossime al matrimonio: l'una sul punto di entrare come novizia in un convento l'altro sul punto di andar sposa. Dürer riuscì a indicare le due mete diverse non solo con diverso il portamento, ma anche con il contrasto cromatico. Gli stemmi riportati su ambedue i ritratti caratterizzano le due immagini femminili: mentre uno presenta una piccola croce inserita tra due pesci araldici, indicando così che la fanciulla appartiene a un ordine religioso, l'altro stemma presenta un giglio tra i pesci, indicando che la donna ritratta fa parte di una famiglia della borghesia.
La Fürlegerin "con i capelli sciolti" è ritratta su uno sfondo verde, raccolta in preghiera e con lo sguardo umilmente rivolto verso il basso. Straordinaria è la resa dei ricci dei capelli, colti da vivi riflessi luminosi degni dei migliori artisti fiamminghi.